# والتر پترسون (بازیکن هاکی)
والتر پترسون (انگلیسی: Walter Peterson; ۷ نوامبر ۱۸۸۳ – 1921?) بازیکن هاکی روی چمن اهل جمهوری ایرلند بود.